# Walerian (Stefanović)
Walerian, imię świeckie Vasilije Stefanović (ur. 14 czerwca 1908 w Velikiej Lešnicy, zm. 23 października 1976) – serbski biskup prawosławny.

## Życiorys
Ukończył sześć klas gimnazjum w Šabcu, po czym wstąpił do seminarium duchownego w Sremskich Karlovcach, następnie ukończył wyższe studia teologiczne na Uniwersytecie Belgradzkim. Po uzyskaniu dyplomu od 1936 nauczał w VI gimnazjum męskim w Belgradzie. 5 kwietnia 1938 wstąpił do monasteru Vrdnik, przyjmując imię zakonne Walerian.
10 grudnia 1940 otrzymał nominację na biskupa budimlańskiego, wikariusza archieparchii belgradzko-karłowickiej. Jego chirotonia biskupia odbyła się 26 stycznia 1941. Sześć lat później został pierwszym ordynariuszem nowo erygowanej eparchii szumadijskiej. Równocześnie był też administratorem wakującej eparchii žickiej. W eparchii szumadijskiej otworzył szereg nowych parafii, organizował dla nich tymczasowe budynki i pomieszczenia modlitewne, nie mogąc uzyskać od władz zezwoleń na budowę wolno stojących cerkwi. Na urzędzie pozostał do śmierci. Został pochowany w soborze Zaśnięcia Matki Bożej w Kragujevcu.